# NASA Astronaut Group 4

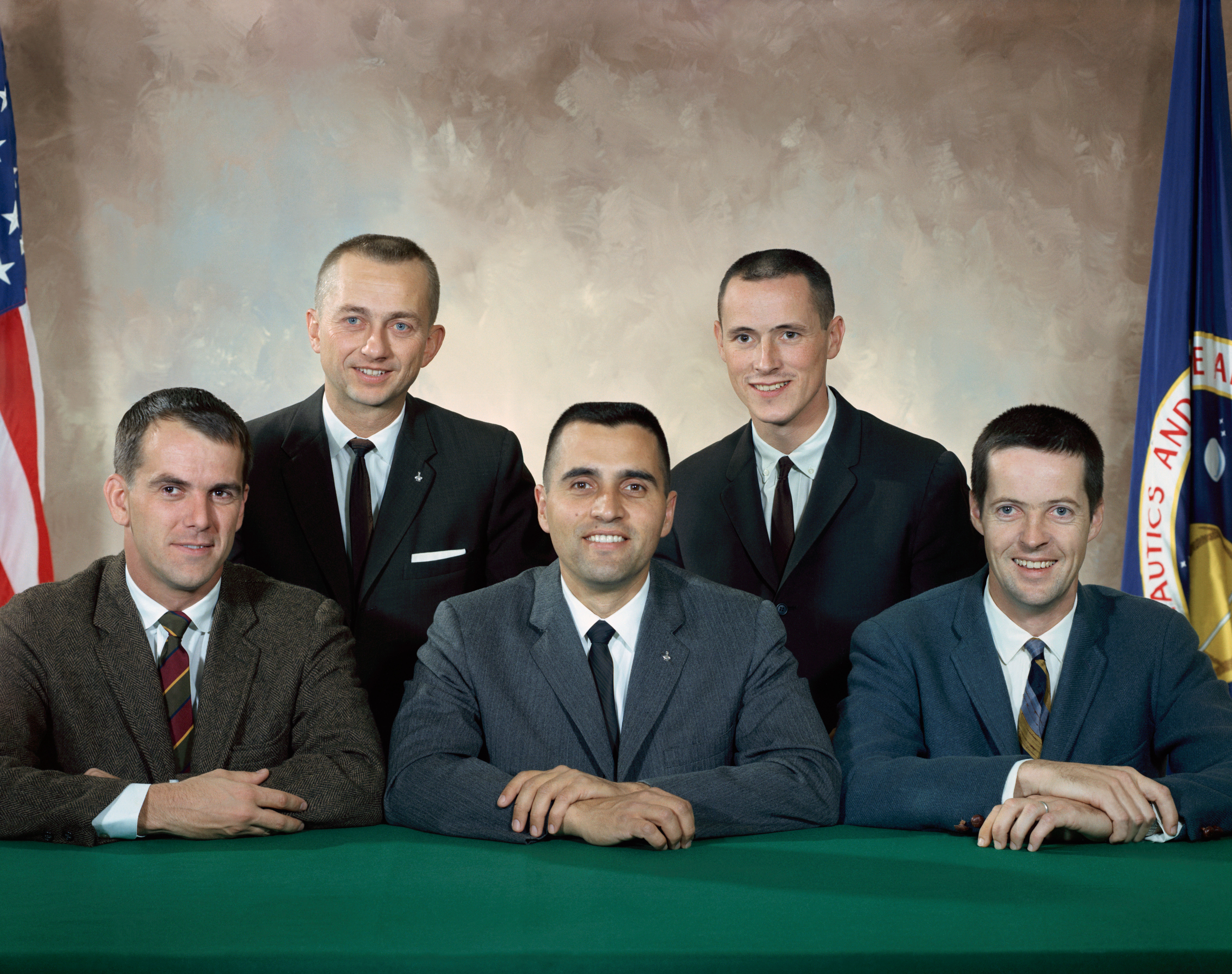
Seduti, da sinistra: F. Curtis Michel, Harrison H. Schmitt, e Joseph P. Kerwin.
In piedi, da sinistra: Owen K. Garriot e Edward G. Gibson.

Il NASA Astronaut Group 4 è il quarto gruppo di astronauti selezionati dalla NASA nel giugno del 1965. Se nei gruppi precedenti erano stati ricercati candidati con esperienza di piloti collaudatori, questa volta si è focalizzato l'obiettivo su scienziati. Quattro di questi sei hanno avuto esperienza nell'ambito militare, prima della selezione.

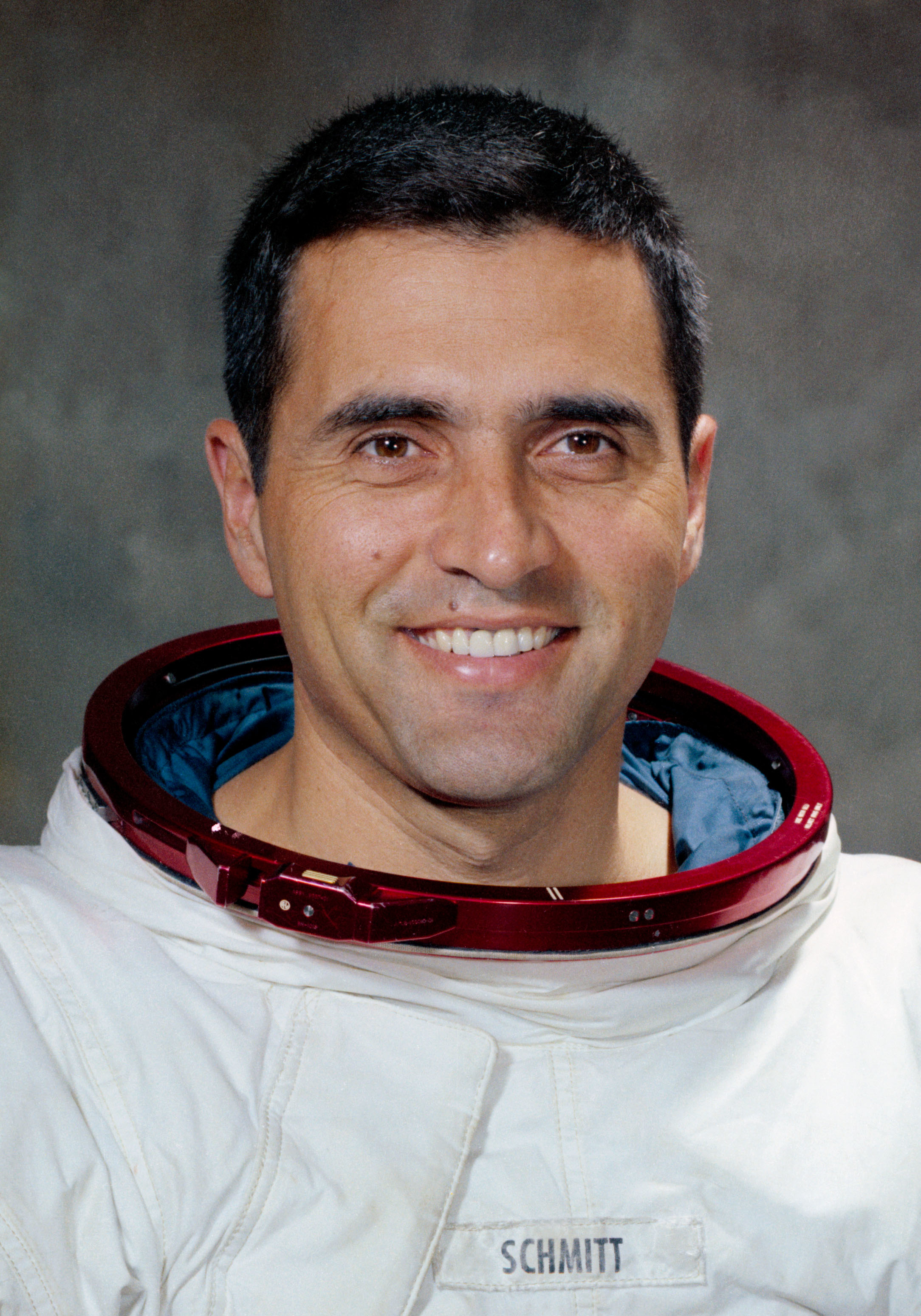
Harrison Schmitt

## Elenco degli astronauti
- Owen K. Garriott[1]

Skylab 3, Pilota scienziato
STS-9, Specialista di missione
- Edward G. Gibson[2]

Skylab 4, Pilota scienziato
- Duane E. Graveline[3]

- Joseph P. Kerwin[4]

Skylab 2, Pilota scienziato
- F. Curtis Michel[5]

- Harrison H. Schmitt[6]

Apollo 17, Pilota del modulo lunare

## Cronologia

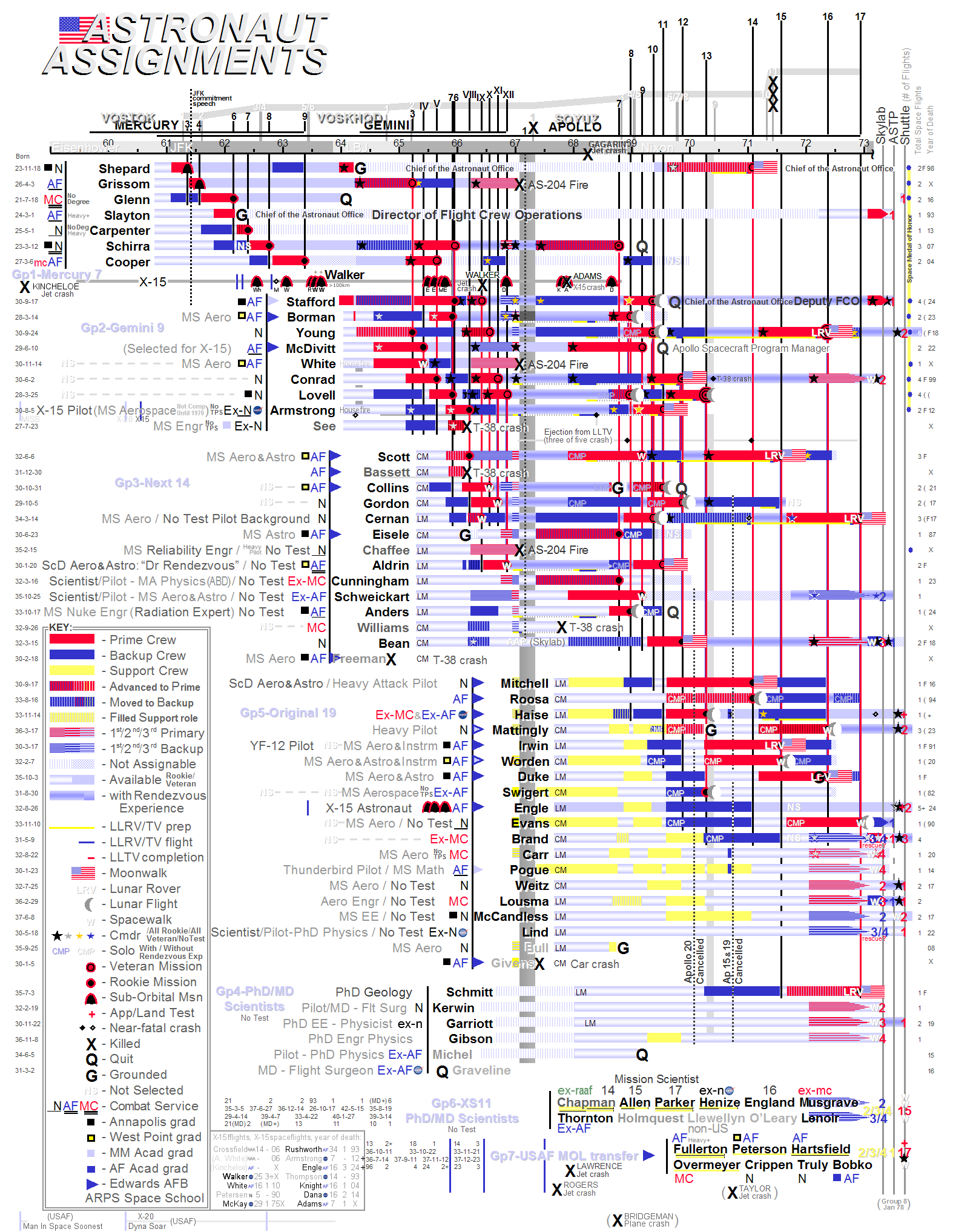
Il grafico visualizza l'andamento delle assegnazioni degli astronauti alle missioni.